# 성산초등학교 (강원)
성산초등학교는 대한민국 강원특별자치도 강릉시 성산면 구산리에 있는 공립 초등학교이다.

## 학교 연혁
- 1922년 4월 1일 성산공립보통학교 개교
- 1982년 4월 1일 개교 60주년 기념행사
- 1984년 8월 11일 본동 5개 교실 개축
- 1987년 3월 4일 병설유치원 개원
- 1994년 3월 1일 보광분교장 편입
- 1996년 3월 1일 성산초등학교로 개칭
- 1998년 3월 1일 보광분교장 통합
- 2003년 12월 26일 도서관 개관
- 2014년 3월 1일 제39대 조성환 교장 부임
- 2015년 2월 13일 제92회 졸업식(총 졸업생수 4,828)
- 2015년 3월 2일 제98회 입학식(신입생수 15명 : 남9, 여6)
- 2016년 2월 12일 제93회 졸업식(총 졸업생수 4,837)
- 2016년 3월 2일 제99회 입학식(신입생수 5명 : 남2,여3)

## 참고 자료
- 성산초등학교 - 한국교육학술정보원 학교알리미